# Spas Popnikołow
Spas Władimirow Popnikołow, bułg. Спас Владимиров Попниколов (ur. 1969) – bułgarski inżynier i przedsiębiorca, w 2017 minister rozwoju regionalnego i robót publicznych.

## Życiorys
W 1997 ukończył studia ze specjalizacją w inżynierii transportu na Uniwersytecie Architektury, Budownictwa i Geodezji w Sofii, odbył także trzymiesięczny kurs w Osace. Między 1997 a 2003 pracował jako kierownik budowy i menedżer w sektorze prywatnym. Następnie do 2007 pracował jako ekspert w jednym z departamentów ministerstwa rozwoju regionalnego i robót publicznych, odpowiadając m.in. za implementację programu Phare. W 2008 założył własne przedsiębiorstwo inżynieryjno-konsultingowe.
Od stycznia do maja 2017 pozostawał ministrem rozwoju regionalnego i robót publicznych w rządzie Ognjana Gerdżikowa (jako bezpartyjny).